# Deutscher Grenzkolonialismus
Deutscher Grenzkolonialismus ist die im 19. Jahrhundert ins Auge gefasste Form der Grenzkolonisation, die unter imperialistisch-kolonialistischen Vorzeichen an die Europäische Expansion in Gestalt der mittelalterlichen deutschen Ostsiedlung anschließen sollte. Diese Ostsiedlung wurde seit dem Beginn des 19. Jahrhunderts als „Ostkolonisation“ bezeichnet und in ihrer Ausrichtung nach Ost- und Südosteuropa von deutschen Imperialtheoretikern im Wettbewerb mit den bereits existierenden europäischen Kolonialmächten noch vor der Gründung des ersten deutschen Nationalstaates als imitierenswertes Vorbild für den Erwerb deutschen Kolonialgebietes propagiert. Von „Kolonialismus“ anstatt von „Kolonisation“ ist zu sprechen, weil die Landeroberung gegen die benachbarten Slawen zunächst unter Missachtung ihrer Nationalstaatsbestrebungen und dann gegen die nach dem Ende des Ersten Weltkrieges gegründeten neuen Nationalstaaten vonstattengehen sollte, also von vornherein die Slawen als selbstverständlichen Bestandteil aus den europäischen Völkern ausschloss. Ihnen war ein Schicksal bestimmt, wie es die indigenen Völker in Übersee vonseiten der europäischen Kolonialmächte getroffen hatte (vgl. hierzu Fremdvölkische und Code de l’indigénat).

## Perspektivierung deutscher Grenzkolonisation seit dem 19. Jahrhundert

### Die Diskussion um die Ostgrenze des künftigen deutschen Nationalstaates

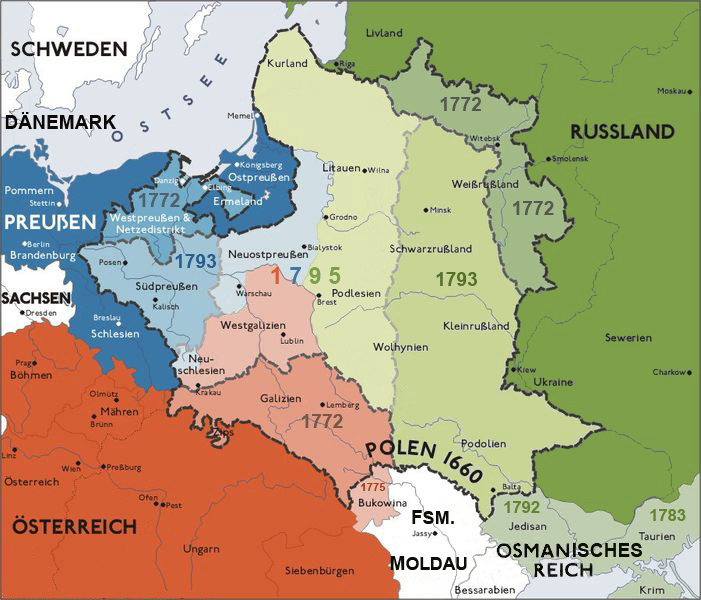
Polen-Litauen in den Grenzen von 1771 und die drei Teilungen Polens 1772, 1793 und 1795

Im 19. Jahrhundert führten mit preußischer Perspektive Historiker, Philosophen, Politiker und Publizisten zunächst in Zusammenhang mit der Zielsetzung, einen ersten deutschen Nationalstaat zu schaffen, die Diskussion um dessen Verfassung, Gestaltung, Grenzen und Positionierung gegenüber den osteuropäischen Nachbarn, wo Preußen nach den Teilungen Polens seine Grenzen nach Osten verschoben hatte. Es ging darum, aus der Geschichte und ihrer entsprechenden Deutung die legitimierende nationale Ahnenschaft ableiten zu können. Dabei spielte von Anfang an die Kritik am habsburgischen Kaisertum eine Rolle, wonach den mittelalterlichen Kaisern mit ihrer durch den Papst erfolgenden Krönung im Unterschied zu dem König und Rom ferngebliebenen Sachsen Heinrich I. (919–936) ‚nationaler‘ Verrat und Versäumnisse gegenüber dem für Preußen verheißungsvolleren Osten vorgeworfen wurde. Dieser Vorwurf konnte bereits Karl den Großen treffen. So forderte 1860 nach vielen anderen der wichtigste Heinrich-Forscher des 19. Jahrhunderts, der Ranke-Schüler Georg Waitz, „deutsche Cultur, deutsche Bevölkerung [habe] den Beruf, sich gegen den Osten hin auszubreiten“. Das war auch vom ostpreußischen Abgeordneten Carl Friedrich Wilhelm Jordan 1848 in der Paulskirche so vorgetragen worden (vgl. Drang nach Osten) und wurde im ersten deutschen Historikerstreit über die ‚nationale‘ Bewertung der mittelalterlichen Kaiserpolitik, dem Sybel-Ficker-Streit, ab 1859 zu einem Dauerthema, dessen Erörterung sich mit den letzten Ausläufern bis in die 1950er Jahre erstreckte.
Begleitet wurde die Favorisierung der Ostausrichtung, indem die Slawen im Sinne der Kulturträgertheorie als kulturell niedrig stehende Menschen charakterisiert wurden und der Abgeordnete Jordan in der Paulskirche bereits von einem „Völkermord“ sprach, der an den Polen zu Recht begangen wurde, so dass es nach den Teilungen Polens nur mehr um „die Bestattung einer längst in Auflösung befindlichen Leiche“ gehe. Slawen wurden auch mit den Indianern Nordamerikas und ihrer Vertreibung und Vernichtung verglichen. Bereits Friedrich der Große hatte bei der Kolonisierung des Warthebruchs das neuerworbene polnische Westpreußen mit Kanada und „das liederliche polnische Zeug“ mit „Irokesen“ verglichen. „Nachdem die slawischen Fischer den deutschen Bauern gewichen und an die Stelle der Kietz-Siedlungen die geometrisierten deutschen Dörfer getreten waren, erhielten die neuen Siedlungen Namen wie Florida, Philadelphia oder Saratoga.“ Der preußische Historiker Johann Friedrich Reitemeier verglich in seiner Geschichte Preußens (1801–1805) die mittelalterliche Ostsiedlung mit der „Colonisation und Einwanderung der Europäer nach Nordamerika“. M. W. Heffter setzte 1847 den Slawen mit dem nordamerikanischen Indianer gleich und sagte von ihm, er habe kaum verstanden, „die einfachsten, offen daliegenden Hilfsquellen seines Landes auszubeuten“. Aus dieser Beobachtung hatte Alexis de Tocqueville bezüglich der Indianer geschlossen, dass sie „nicht nur zurückgedrängt worden“ seien, „sie sind vernichtet worden“.
Der Vergleich mit den USA diente in preußischer Perspektive auch der Betonung, dass die Neue Welt wie Preußen „protestantisch und germanisch“ sei.

„Die kleindeutschen Schriftsteller erinnerten daran, dass Friedrich der Große an der Befreiung der Kolonisten mitgewirkt, sie rühmten von ihm, dass er ein ‚aufrichtiger und begeisterter Freund der amerikanischen Republik‘ gewesen sei. Und als später, in den 60er Jahren, der amerikanische Bürgerkrieg mit dem Siege der Nordstaaten endete, während gleichzeitig der deutsche Bürgerkrieg denselben Ausgang nahm (siehe Deutsche Einigungskriege), da fehlten nicht die geschichtlichen Parallelen.“

### Der Streit um Grenz- oder Überseekolonisation im deutschen Kaiserreich
Nachdem es unter preußischen Vorzeichen zur so genannten kleindeutschen ersten Nationalstaatsgründung gekommen war (vgl. Deutsches Kaiserreich), wurde von dem neuen Staat der Anschluss an die europäischen Kolonialmächte England und Frankreich verlangt, so dass es in den 1880er Jahren zu erstem Kolonialerwerb in Übersee kam (siehe Deutsche Kolonien). Einflussreiche Publizisten wie Paul de Lagarde sprachen sich jedoch unter Wiederaufnahme von Vorstellungen des amerikaerfahrenen Imperialtheoretikers Friedrich List für eine kontinentale Expansion nach Ost- und Südosteuropa aus, wobei Lagarde sich auf die sächsischen und salischen Herrscher und sein idealisiertes Bild eines zünftigen Mittelalters berief. Als der Alldeutsche Verband 1891 gegründet wurde, hieß es sogleich in seinem Verbandsorgan: „Der alte Drang nach dem Osten soll wiederbelebt werden.“ Hintergrund für diese Forderungen war die ununterbrochene deutsche Auswanderung vor allem in die USA, die Friedrich List schon beunruhigt hatte, weil er wichtige Arbeitskraft für die deutsche Wirtschaft verloren gehen sah. Spezifischer auf Polen ausgerichtet verfolgte der 1894 gegründete Deutsche Ostmarkenverein seine grenzkolonisatorischen Ansprüche.
Constantin Frantz trat als politischer Schriftsteller in heftigem Gegensatz zur kleindeutsch „verstümmelnden“ Bismarck’schen Nationalstaatsbildung in Erscheinung. Er strebte ähnlich wie Friedrich List eine sich in den Donauraum bis zum Schwarzen Meer erstreckende mitteleuropäische Staatenföderation unter deutscher Führung an. Für Lagarde hätte sich „Groß-Deutschland“ „von der Ems- zur Donaumündung, von Memel bis Triest, von Metz bis etwa zum Bug“ erstreckt. Wie für Friedrich List war Frantz’ Ziel, Europa mit Deutschland als Führungsmacht im Zusammenwirken mit Großbritannien gegenüber den Vereinigten Staaten und mit feindlicher Ausrichtung gegen Russland zu einer ebenbürtigen Wirtschaftsmacht zu gestalten. Andere „großdeutsche“ Vertreter argumentierten ähnlich: So hatte Johann Karl Rodbertus 1861 in einer von Berg und Lothar Bucher herausgegebenen Flugschrift Seid deutsch! die Deutschen einschließlich der Österreicher als „kolonisierendes Volk“ beschrieben. Victor Aimé Huber folgte dieser Sicht, indem er 1866 die Hohenzollern neben den Habsburgern als Anführer deutscher Kolonisation darstellte, wie das 1870 Eugen Trautwein von Belle, Redakteur der Allgemeinen Preußischen (Stern-) Zeitung, in der Deutschen Vierteljahrsschrift 1870, Heft 1, ebenfalls tat.
„Grenzkolonisation“ war 1895 der Begriff, mit dem ein Ausgriff des Reiches über die Nationalstaatsgrenzen propagiert wurde, weil „nach Südosten und Osten […] der Entwicklung des Deutschtums natürliche Grenzen nicht gesteckt“ seien, und zwar sah sie der Vorsitzende des Alldeutschen Verbandes, Ernst Hasse, voraus, der unter der Überschrift Großdeutschland und Mitteleuropa um das Jahr 1950 davon schrieb, dass das deutsche Volk mit „Grenzkolonisation seine Grenzpfähle“ dorthin stecken werde.
Mit Friedrich Ratzel bekamen diese Forderungen ein geographiewissenschaftliches Fundament. Für ihn war es falsch, zu denken, Kolonien müssten in Übersee liegen. Auch Grenzkolonisation sei Kolonisation mit dem Vorteil, dass je näher das eroberte Land liege, es sich desto leichter an die eigenen Lebensumstände anpassen und verteidigen lasse. Dafür gebe die russische Ausbreitung nach Sibirien und Zentralasien ein wichtiges Beispiel.
Für den Politiker und Publizisten Ottomar Schuchardt (1856–1939), Freund und Schüler Constantin Frantz’, dessen Nachlassverwalter und erster Biograph, „gestattet die natürliche Lage Deutschlands nicht nur, sondern verlangt gebieterisch […] eine solche Besiedlungsform, die von der äußeren sehr bald in die innere überführt (Grenzkolonisation)“. Dabei sollte die Grenzkolonisation in zwei Richtungen gehen, nämlich über die preußischen Ostmarken und Österreich als alte Ostmark des Reiches hinaus, weil „Deutschlands Entwicklungsgang zum guten Teile vorgezeichnet worden ist durch den Drang nach Osten, – wie die ganze deutsche Geschichte, soweit sie ein Wachsen und Vorwärtskommen bedeutet, im Wesentlichen eine Schilderung ist der Verflechtungen Deutschlands mit seinen östlichen Marken“. Diese Diskussion war an folgenreicher Stelle bereits beim Militär des Deutschen Kaiserreichs  geführt worden, und zwar in Gestalt von Eduard von Liebert. In einer unter dem Pseudonym „Sarmatikus“ erschienenen Publikation von 1880, neubearbeitet 1886, legte er eine Kriegsstudie über weitreichende Eroberungen in Osteuropa zwischen Weichsel, Djnepr und dem Kaukasus vor, während er gleichzeitig Afrika im Auge hatte, wo er 1896 Gouverneur von Deutsch-Ostafrika wurde.
Damit wurde jetzt zum ersten Mal eine nationalstaatlich fundierte Kolonialdiskussion geführt, die Kolonien in Übersee für das im Unterschied zu England und Frankreich sehr spät engagierte Deutschland für überflüssig hielt. Es wurden Rechnungen aufgemacht, die zeigen sollten, dass Überseekolonien für Deutschland nicht lukrativ und zu kostenaufwändig seien.
Im Ersten Weltkrieg waren die Forderungen nach Ostpolitik in der Politik angekommen. Der ehemalige Reichskanzler Bernhard von Bülow schrieb 1916, wobei er die von Gustav Freytag 1859 gemachte folgenreiche Aussage von der „Erweiterung des deutschen Bodens“ im Osten als der „größten That des deutschen Volkes in jenem Zeitraum“ variiert:

„Das Kolonisationswerk im deutschen Osten, das, vor beinahe einem Jahrtausend begonnen, heute noch nicht beendet ist, ist nicht nur das größte, es ist das einzige, das uns Deutschen bisher gelungen ist.“

„Dies Neuland im Osten, erobernd betreten in der Zeit höchster deutscher Reichsmacht, mußte uns bald staatlich und vor allem national Ersatz werden für verlorenes altes Land im Westen.“

„Die gewaltige östliche Kolonisationsarbeit ist das beste, das dauerndste Ergebnis unserer glanzvollen mittelalterlichen Geschichte.“

### Die Ostausrichtung im Ersten Weltkrieg
Tomáš Garrigue Masaryk (1850–1937), erster Präsident des nach dem Krieg und dem Friedensvertrag von Versailles gegründeten tschechoslowakischen Nationalstaates, war ein genauer Beobachter der in Deutschland vor allem von Heinrich von Treitschke, Friedrich Ratzel, Paul de Lagarde, den „Alldeutschen“ und auch von Wilhelm II. (Deutsches Reich) bestimmten Diskussion mit ihrer ost- und südosteuropäischen Zielsetzung und machte sie zur Grundlage seiner Analyse des Kriegsgeschehens. Er identifizierte sie alle als Pangermanen und sah keinen Anlass, zwischen Preußen und Österreich zu unterscheiden, da von beiden auf die Slawen mit kultureller Herablassung geblickt und von keinem der beiden eine slawische Nationalstaatsbildung der Polen, Tschechen oder Slowaken geduldet würde, hatte doch der Philosoph Eduard von Hartmann 1885 in einem Artikel an die Adresse der Polen von „Ausrotten!“ und der Historiker Theodor Mommsen 1897 in der Presse davon gesprochen, dass den auf Unabhängigkeit bedachten Tschechen auf den Schädel zu schlagen sei. Ihrer beider nationale Unabhängigkeit stünde den imperialen preußisch-österreichischen Absichten auf Ostausdehnung im Wege.
Eine vorläufige Bestätigung seiner Befürchtungen zeigte sich 1917: Die Mittelmächte (Deutsches Reich, Österreich-Ungarn, Osmanisches Reich und Bulgarien) handelten im Friedensvertrag von Brest-Litowsk am 5. Dezember 1917 Bedingungen gegenüber dem von der Oktoberrevolution geschwächten Sowjetrussland aus, die Folgendes beinhalteten: Sowjetrussland verzichtete auf seine Hoheitsrechte in Polen, Litauen und Kurland. Die Zukunft dieser Gebiete sollte mit dem Deutschen Reich im Einvernehmen mit den dortigen Völkern nach dem Selbstbestimmungsrecht geregelt werden. Estland und Livland sowie das westliche Weißrussland (westlich des Dnjepr) blieben von deutschen Truppen besetzt, die Ukraine und Finnland wurden als selbstständige Staaten anerkannt. Die Mittelmächte verzichteten auf Annexionen und Reparationen. Russland verlor durch diesen Friedensvertrag 26 % des damaligen europäischen Territoriums, 27 % des anbaufähigen Landes, 26 % des Eisenbahnnetzes, 33 % der Textil- und 73 % der Eisenindustrie sowie 73 % der Kohlegruben. Die Randvölker des ehemaligen russischen Kaiserreiches vertauschten die russische Herrschaft mit dem „Protektorat der Mittelmächte“. Dieser Vertrag ging noch über das hinaus, was Paul von Hindenburg und Erich Ludendorff mit der Errichtung des Militärstaates „Ober Ost“ erreicht hatten. Im „Land Ober Ost“, wie der Militärstaat auch genannt wurde, sollte unter kolonialistischem Vorzeichen ein autarkes Gebiet entstehen, das das Reich mit dringend benötigten Nahrungsmitteln versorgen sollte.
Die dort stationierten Soldaten machten einschneidende Erfahrungen, die alle in der Grenzkolonisationsdiskussion zusammengetragenen Klischees von der kulturellen Unterlegenheit Osteuropas und den dort lebenden Völkern und dem zivilisatorischen Sendungsauftrag des „christlichen Abendlandes“ zu bestätigen schienen (vgl. Slawenfeindlichkeit).

### „Deutsches Volkstum“ und die „Grenzland“-Diskussion in der Zwischenkriegszeit
Mit dem Friedensvertrag von Versailles 1919 setzte vor allem um die im Osten gezogenen neuen Reichsgrenzen eine Auseinandersetzung mit den neuen ost- bzw. ostmitteleuropäischen Nationalstaaten ein. Das Wort „Grenze“ erfuhr in der deutschen Diskussion eine Aufwertung, die sich in Begriffen wie „Grenzland“, „Grenzkampf“, „Grenzlandarbeit“, „Grenzlanddeutsche“, „Grenzlandeinsatz“, „Grenzlandpolitik“, „Grenzlanduniversität“ (Breslau, Königsberg, Kiel; ab 1938 Graz, Innsbruck und ab 1940 Straßburg) niederschlug. Wichtige Ostforschungsarbeit wurde vor allem von der 1920 gegründeten Leipziger Stiftung „Volks- und Kulturbodenforschung“ geleistet, wobei das Ziel die Auflösung des seit kurzem bestehenden polnischen Nationalstaates war. Karl Christian von Loesch gründete gemeinsam mit dem Volkstumspolitiker und Publizisten Max Hildebert Boehm 1925 das „Institut für Grenz- und Auslandsstudien“ (IGA) in Berlin. „Grenze“ wurde generell anstelle der völkerrechtlich gültigen Grenzlinie als ein durch deutsches Volkstum über deutsches Staatsgebiet hinausreichender Grenzraum in den Vordergrund gestellt. Das konnte gezielter vonstattengehen nach den 1926 abgeschlossenen Verträgen von Locarno, in denen die westliche Reichsgrenze garantiert wurde, aber nach Osten hin auch von Gustav Stresemann über eine Revision der Grenzziehung mit dem Ziel nachgedacht werden konnte, alle im Osten verstreut lebenden deutschen Volksteile an das Reich anzuschließen.
Für Adolf Hitler stand seit langem fest, dass bei der Lösung bevölkerungspolitischer Probleme „Volk, Raum und Macht“ nicht voneinander getrennt werden dürfen:

„Nicht in einer kolonialen Erwerbung haben wir die Lösung dieser Frage zu erblicken, sondern ausschließlich im Gewinn eines Siedlungsgebietes, das die Grundfläche des Mutterlandes selbst erhöht und dadurch nicht nur die neuen Siedler in innigster Gemeinschaft mit dem Stammland erhält, sondern der gesamten Raummenge jene Vorteile sichert, die in ihrer vereinten Größe liegen.“

Die Wissenschaftler der Ostforschung veröffentlichten 1942 die Zusammenfassung ihrer Ergebnisse Deutsche Ostforschung. Ergebnisse und Aufgaben seit dem ersten Weltkrieg als Band 20 und 21 in der seit der Weimarer Republik bestehenden Reihe Deutschland und der Osten. Die Bände sind herausgegeben von Hermann Aubin, Otto Brunner u. a. und Albert Brackmann zum 70. Geburtstag gewidmet.(Siehe hierzu auch Polnische Westforschung.) Der erste Satz der Vorbemerkungen umreißt die politische Einbettung in das bereits begonnene „Unternehmen Barbarossa“:

„Der gewaltige Umbruch im Osten Mitteleuropas, welchen seit den Sommermonaten des Jahres 1939 der Krieg herbeigeführt hat, indem die in den Pariser Vorortdiktaten geschaffene Scheinordnung endgültig unter den Schlägen unserer Wehrmacht zusammenstürzte, hat zahlreiche alte und neue Probleme aufgerissen. Die deutsche Wissenschaft sah sich ihnen gegenüber dank der seit 1919 geleisteten Vorarbeiten besser gerüstet, als sie im Weltkrieg dagestanden hatte.“

Jetzt, 1942, wird der „schon lange dringend nötige Querschnitt durch die Arbeitsergebnisse der ostdeutschen Volkstums- und Landesforschung“ gezogen. Und A. Brackmann wird gewürdigt, weil die von ihm betreute Forschung „für den Kampf um deutsches Recht und Ansehen im Osten einen erheblichen Beitrag zu liefern vermochte“ und „ein erprobter Arbeitskreis deutscher Wissenschaftler zur Verfügung stand“.
In der Vorstellungswelt der Zeitgenossen fehlte der Vergleich mit Amerika nicht, wenn sie über die Ostgrenze nachdachten. Das zeigte sich bis in die 1950er Jahre, als der vor dem NS-Regime in die amerikanische Emigration geflüchtete Hubertus Prinz zu Löwenstein-Wertheim-Freudenberg zurückkehrte und schrieb:

„Die Ähnlichkeit zwischen seinem (d. i. der deutsche Osten) Emporkommen und dem der Vereinigten Staaten von Amerika, die gleichfalls altes Kulturgut und alte Siedlungen umschließen, aber dennoch als politische Schöpfungen neu sind, ist oft bemerkt worden. […] Ricarda Huch nennt die östlichen Teile des preußischen Königreichs geradezu ‚Amerika des Reichs – Abenteuerland‘, wo das geheimnisvolle Wurzelgeflecht der Geschichte fehlt. Die Einverleibung der Länder, die die verschiedenen Provinzen des norddeutschen Staates voneinander trennten, entspricht in großen Zügen der Erschließung immer neuer Grenzen in Amerika, dem Kauf Louisianas und der Annexion jener weiten Gebiete, die ursprünglich zu Mexiko gehörten.“

Der ebenfalls aus der Emigration zurückgekehrte, bis 1934 an der „Grenzlanduniversität“ Königsberg lehrende und für die Ostforschung tätige Hans Rothfels beschrieb 1953 den Charakter des ostdeutschen Menschenschlages, den er „in einem persönlichen Unabhängigkeitssinn, einem ‚rugged individualism‘, wie ihn die amerikanische Tradition von der ‚frontier‘ herleitet“, begründet sieht. Denn: „Es waren, besonders in den früheren Jahrhunderten, ‚Pioniere‘, die nach Osten gingen.“
1956 wurde aus dem Heimatvertriebenenmilieu in der „Bundesarbeitsgemeinschaft für deutsche Ostkunde im Unterricht“ mit Blick auf die erlittenen deutschen Gebietsverluste im „deutschen Osten“ festgestellt: „Dort konnte man mit kräftigem Zupacken mehr werden als in der engen Heimat, dort war Raum, dort waren Möglichkeiten für Tüchtige: der Osten wurde das Amerika des Mittelalters!“

### Der Zweite Weltkrieg

#### Der Zweite Weltkrieg als Kolonialkrieg
Hitler hatte in Mein Kampf nur zwei bzw. drei anerkennenswerte Leistungen deutscher Außenpolitik in der Vergangenheit gesehen, von denen die beiden ersten auf das 10. Jahrhundert und die Ottonen zurückgehen: Die nach der Lechfeldschlacht erfolgende Eroberung der Ostmark (= das spätere Österreich), die Eroberung des Gebietes östlich der Elbe und daraus folgend die spätere Schaffung des brandenburgisch-preußischen Staates.
Als nach dem Anschluss Österreichs als erstem ostexpansiven Schritt im März 1939 das Reichsprotektorat Böhmen und Mähren eingerichtet wurde, kommentierte der Staatsrechtslehrer Carl Schmitt, dass „das Völkerrecht […] bei jedem Staat ein Mindestmaß innerer staatlicher Organisation und äußerer Widerstandskraft“ voraussetze. Ein „unfähiges Volk“ wie das der Tschechoslowakei könne kein „Völkerrechtssubjekt“ sein. Zur Verdeutlichung benutzte er einen Vergleich mit dem italienischen Kolonialismus, nämlich dem von Benito Mussolini geführten Italienisch-Äthiopischen Krieg von 1935/36: „Im Frühjahr 1936 zum Beispiel hat sich gezeigt, dass Abessinien kein Staat war.“ Von 1935 bis 1941 betrachtete Italien es als sein „Protektorat Abessinien“, wie überhaupt der Begriff „Protektorat“ der Kolonialsphäre zuzurechnen ist, bezeichnete das „Deutsche Reich“ doch seine deutschen Kolonien offiziell als „Deutsche Schutzgebiete“.

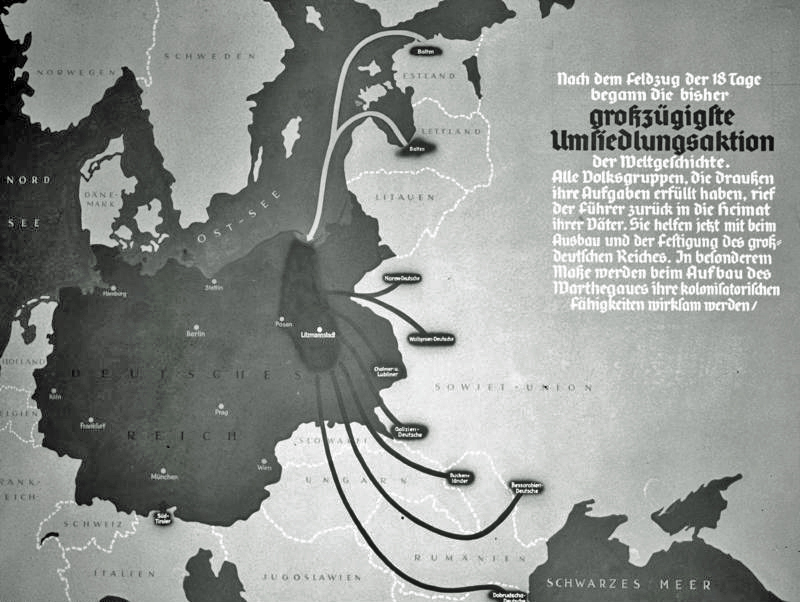
Erste Umsiedlungsaktion zur Kolonisation des Warthegaus 1939

Mit den Gebietseroberungen in Polen nach Kriegsbeginn stellte sich für Hitler am 7. Oktober 1939 in einem Geheimerlass zur „Festigung deutschen Volkstums“ die Situation so dar:

„Die Folgen von Versailles in Europa sind beseitigt. Damit hat das Großdeutsche Reich die Möglichkeit, deutsche Menschen, die bisher in der Fremde leben mußten, in seinen Raum aufzunehmen und anzusiedeln und innerhalb seiner Interessengrenzen die Siedlung der Volksgruppen so zu gestalten, daß bessere Trennungslinien zwischen ihnen erreicht werden. Die Durchführung dieser Aufgabe übertrage ich dem Reichsführer-SS. […] In den besetzten ehemals polnischen Gebieten führt der Verwaltungschef Ober-Ost die dem Reichsführer-SS übertragenen Aufgaben nach dessen allgemeinen Anordnungen aus. Der Verwaltungschef Ober-Ost und die nachgeordneten Verwaltungschefs der Militärbezirke tragen für die Durchführung die Verantwortung.“

Die Bezeichnung „Ober-Ost“ weist auf das „Land Ober Ost“ zurück. Der als Reichskommissar für das Ostland tätige Hinrich Lohse ließ in seinem Hauptquartier in Riga 1941 zur Erstellung von Atlanten und Statistiken die Informationsmaterialien von „Ober Ost“ heranziehen. Einige seiner Mitarbeiter hatten schon im Ersten Weltkrieg oder nach seinem Ende dort gearbeitet und sorgten für personelle Kontinuität.
Albert Brackmann hatte unmittelbar nach dem Überfall auf Polen auf Bestellung der SS das Buch Krisis und Aufbau in Osteuropa. Ein weltgeschichtliches Bild verfasst. Es sollte der Instruktion von SS und Wehrmacht dienen, die 1940 7.000 Exemplare bestellte. Brackmann entfaltet einleitend ein Bild von Heinrich I. und Otto I. als ersten Vertretern einer deutschen Ostexpansion. Ottos Plan, dem Magdeburger Erzbistum „die ganze Slawenwelt zu unterstellen“, wird als „der umfassendste Plan, den je ein deutscher Staatsmann hinsichtlich des Ostens gefasst hat“, dargestellt. Im Verlaufe seiner bis in die Vorgeschichte zurückreichenden Abhandlung variiert er auf 61 Seiten neben dem Begriff des „deutschen Siedelns“ (einschließlich seiner zahlreichen Ableitungen) in Osteuropa bis zum Schwarzen Meer, über den Kaukasus bis nach Tiflis und über Europa hinaus bis nach Turkestan und Sibirien 34 Mal den Begriff „kolonisieren“ („Kolonie“, „Kolonisation“, „Kolonisator“, „Kolonialgebiet“, „Kolonialland“).
Die nationale Instrumentalisierung des Mittelalters im 19. Jahrhundert und aller geschichtlichen Beziehungen zu den slawischen Ländern fand so in den imperialistisch-kolonialistischen Unternehmungen des „Dritten Reichs“ symbolpolitische Gestalt an: der Anschluss Österreichs wurde von Hitler „Unternehmen Otto“ genannt, der Krieg gegen die Sowjetunion 1941–1945 „Unternehmen Barbarossa“, und Heinrich Himmler sah sich als reinkarnierter Heinrich I. in seinem Programm Heinrich dessen Kriegszüge gegen die Slawen und die Expansion nach Osten fortsetzen.
Wie vertraut Hitler zum Beispiel mit der seit Friedrich List andauernden Diskussion um die Umkehrung deutscher Auswanderung war, zeigt eine Äußerung nach dem Beginn des „Unternehmens Barbarossa“ im September 1941:

„Wir dürfen von Europa keinen Germanen mehr nach Amerika gehen lassen. Die Norweger, Schweden, Dänen, Niederländer müssen wir alle in die Ostgebiete hereinleiten; das werden Glieder des Reichs.“

Im Oktober 1941 sprach er von den ukrainischen Slawen als von „Eingeborenen“, wobei er den Vergleich mit den grenzkolonisatorischen Kämpfen der US-Amerikaner gegen die Indianer aufgreift:

„Die Eingeborenen? Wir werden dazu übergehen, sie zu sieben. […] Es gibt nur eine Aufgabe: eine Germanisierung durch Hereinnahme der Deutschen vorzunehmen und die Ureinwohner als Indianer zu betrachten.“

1942 verglich er die Unterdrückung des Widerstandes der Partisanen in den besetzten Gebieten mit dem „Kampf wie in den Indianerkämpfen in Nordamerika“. Dazu führt Enzo Traverso aus: „Die ‚Eingeborenen‘ sollten nicht germanisiert, sondern auf den Zustand von Sklaven zurückgeführt werden. Indem er seinen Vergleich der Slawen des Lebensraums auf die Indianer der englischen Kolonien und auf die Bevölkerung Mexikos vor seiner Eroberung durch Cortez ausweitete, machte er sie zu Nicht-Europäern.“
Unter der Regie des „Reichskommissars für die Festigung deutschen Volkstums“ Heinrich Himmler entstand bis Dezember 1942 in etlichen Varianten der „Generalplan Ost“ als Schlüsseldokument für die nationalsozialistischen Kolonisationspläne. Zahlreiche Beiträge zur deutschen Besiedlung und Erschließung Osteuropas verbreitete das „SS-Rasse- und Siedlungshauptamt“ in der für die SS erscheinenden Zeitschrift SS=Leithefte – Kriegsausgabe unter der Herausgeberschaft von „Der Reichsführer SS, SS=Hauptamt=Schulungsamt“. Himmler selbst entwarf in einer Rede in der SS-Junkerschule in Bad Tölz am 23. November 1942 unter der Überschrift Heute Kolonie, morgen Siedlungsgebiet, übermorgen Reich! ein aufschlussreiches Bild von seinen eigenen Vorstellungen.

#### Schwierigkeiten mit der Wahrnehmung des Kriegs im Osten als Kolonialkrieg
Karl Korsch schrieb 1942 in der amerikanischen Emigration: „Die Neuheit der totalitären Politik ergibt sich aus der Tatsache, dass die Nazis auf die ‚zivilisierten‘ europäischen Völker die Methoden ausgeweitet haben, die bisher den ‚Eingeborenen‘ und den ‚Wilden‘ vorbehalten waren, die außerhalb der so genannten Zivilisation lebten.“ Simone Weil verfasste 1943 für France libre in London ihren letzten Text zur Kolonialfrage und schrieb, „dass Deutschland auf den europäischen Kontinent und im allgemeineren Sinne auf die Länder der weißen Rasse koloniale Eroberungs- und Herrschaftsmethoden anwendet“. Tschechen und Böhmen hätten dagegen protestiert, einem solchen Regime als Erste in Europa unterworfen worden zu sein. Untersuche man die Vorgehensweisen der europäischen kolonialen Eroberungen, sei die Übereinstimmung mit den „hitleristischen Methoden“ offensichtlich. Als jedoch 1994 der Rede-Text Über den Kolonialismus (fr. 1955, dt. 1968) von Aimé Césaire als Prüfungsgegenstand für das französische Abitur vorgeschlagen war, musste der damalige Erziehungsminister François Bayrou den Text wieder zurücknehmen, weil in der Nationalversammlung Anstoß daran genommen worden war, dass Césaire Nationalsozialismus und Kolonialismus miteinander vergleiche, wenn er behaupte, Hitler verzeihe man nicht, dass er „das Verbrechen gegen den weißen Menschen“ gerichtet habe und Europäer zu seinen Opfern geworden seien. In der Wissenschaft hingegen entfaltete der Text kontinuierlich seine Wirkung bei Frantz Fanon, Schüler Césaires auf Martinique, bei dem italienischen Philosophen Domenico Losurdo, dem Lehrer für politische Philosophie an der Sorbonne Louis Sala-Molins und 2001 bei der afro-kolumbianischen, in Frankreich lebenden Publizistin Rosa Amelia Plumelle-Uribe, die in ihrem Buch La férocité blanche. Des non-Blancs aux non-Aryens: génocides occultés de 1492 à nos jours (dt. 2004: Weiße Barbarei. Vom Kolonialrassismus zur Rassenpolitik der Nazis, Rotpunktverlag: Zürich) am nachdrücklichsten die von Césaire immer wieder erwähnte Spur vom Kolonialismus in den Nationalsozialismus aufgreift und verfolgt.
Auch der schwedische Schriftsteller und Lettre-International-Autor Sven Lindqvist (1932–2019) geht davon aus, dass es einen engen Zusammenhang zwischen der von den Kolonialmächten praktizierten Eroberungspolitik und dem späteren NS-Krieg um „Lebensraum im Osten“ gibt, und zwar vermittelt über Friedrich Ratzel und Heinrich von Treitschke als folgenreichen deutschen Stimmen im internationalen Imperialkonzert. So seien für Ratzel die amerikanischen, australischen und russischen Erfahrungen mit Grenzkolonisation vorbildlich gewesen und die Juden zum Untergang bestimmt, weil sie „zusammen ‚mit den kleingewachsenen Jägervölkern Innerafrikas‘ und ‚zahllosen ähnlichen Existenzen‘ wie den Zigeunern die Klasse der ‚landlosen Völker in zerstreuter Verbreitung‘“ zuzurechnen seien. Treitschke habe 1899 in seiner Schrift „Politik“ sich entsprechend geäußert: „Das Völkerrecht wird zur Phrase, wenn man dergleichen Grundsätze auch auf barbarische Völker anwenden will. Einem Negerstamm muss man zur Strafe seine Häuser anzünden, ohne ein solches Exempel richtet man da nichts aus. Es ist nicht Humanität und […] Rechtsgefühl, sondern schimpfliche Schwäche, wenn das Deutsche Reich heute nicht nach diesen Grundsätzen verfährt.“
Diese Sichtweise, den Nationalsozialismus als die lange vorbereitete deutsche Ausdrucksform des rassistischen Kolonialismus zu verstehen, stößt in Deutschland und Europa auf Vorbehalte: einerseits wegen des „religiös überfrachteten Begriffs ‚Holocaust‘“ (Arno J. Mayer) und der in ihm gesehenen Einmaligkeit, die ihn aus allen Völkermorden hervorheben soll, und andererseits bei den ehemaligen Kolonialmächten, die fürchten, dass ihre Kolonialherrschaft mit dem von den Nationalsozialisten geführten Krieg um „Lebensraum im Osten“ mit all seinen Begleiterscheinungen in Parallele gesetzt wird. Enzo Traverso sieht einen Grund dafür darin, dass „sich die Arbeiten, die die Naziverbrechen auch im Lichte der deutschen und allgemeiner der europäischen Kultur und Praktiken des Kolonialismus zu erhellen suchen, ausnehmend bescheiden“ ausnehmen. Der Akzent werde „auf die besonderen Charakteristika des Antisemitismus der Nazis gelegt, aber nicht auf seine Verankerung in der Theorie und Praxis der Vernichtung ‚minderwertiger Rassen‘, die das gemeinsame Los der westlichen Imperialismen war“.
Traverso kommt in seiner Analyse zu folgendem Ergebnis: „Der Mord an den Juden wurde während jenes totalen Krieges, der gleichzeitig ein Eroberungskrieg, ein ‚Rassenkrieg‘ und ein Kolonialkrieg war und der bis zum Äußersten radikalisiert wurde, geplant und ausgeführt.“ Damit bestätigt er die von Wolfgang Reinhard gemachte Feststellung bezüglich der Unwägbarkeiten aller kolonialen Unternehmungen hinsichtlich des Ergebnisses, zumal ja von den Grenzkolonisationsabsichten zur Errichtung des „Großgermanischen Reichs Deutscher Nation“ mit Grenzen am Ural nichts als eine Spur der Verwüstung zurückblieb: Neben den ermordeten Juden, Sinti, Roma und Opfern anderer slawischer Völker kamen zwischen 1941 und 1945 27 Millionen Sowjetbürger zu Tode, „eine Zahl, die viele hierzulande bis heute nicht kennen. Oder nicht zur Kenntnis nehmen wollen“. Im Gegenzug verschwanden fast alle deutschstämmigen Menschen, die demographisch durch Millionen „germanischer“ Siedler aufgestockt werden sollten, aus dem „deutschen Osten“.
Auch die hohe Zahl von „Aussiedlern“ seit den 1990er Jahren, die vor allem aus Russland nach Deutschland „zurückkehrten“, zeigen nach Sebastian Conrad wegen der in ihnen sich zeigenden Staatsangehörigkeitsfrage – Siedler sollten nach der Änderung des Staatsangehörigkeitsgesetzes von 1913 in „Neu-Deutschland“ ihre Staatsangehörigkeit nicht verlieren und sich weiter zur deutschen Nation zählen – die Bedeutung des kolonialen Vermächtnisses in der deutschen Geschichte. – Die jahrhundertelang und massenhaft im 19. Jahrhundert nach Amerika ausgewanderten Deutschen machen hingegen nach der letzten Volkszählung von 1990 rund 60 Millionen Anteil an der US-Bevölkerung aus, ohne dass in Bezug auf sie bisher die Frage fortwirkender deutscher Staatsangehörigkeit geklärt werden müsste. Ihre teilweise Rückkehr als deutsche Staatsangehörige zur Verwirklichung des Generalplans Ost war für den „Generalsiedlungsplan“ vom 23. Dezember 1942 in die Berechnung der benötigten Siedlerzahlen mit eingegangen.

## Deutsche Forschung
In der Geschichtswissenschaft der 1950er Jahre lag es noch nahe, den Nationalsozialismus in Verbindung mit Kolonialismus zu betrachten. Das geschah bei Walther Hofer, der 1957 in seiner Dokumentensammlung zum NS schrieb, dass „eine vielhundertjährige geschichtliche Entwicklung, nämlich die deutsche Kolonisation im Osten, rückgängig gemacht“ worden sei und zwölf Jahre genügt hätten, „die geschichtliche Arbeit von tausend Jahren zu verschleudern“. Das heißt, dass für Hofer mit dem Kriegsende Deutschland im Osten Objekt von Dekolonisation geworden war.
Sebastian Conrad resümiert 2008, was deutsche Forschung bisher zum Verständnis des Nationalsozialismus als einer Kolonialismusform beigetragen hat. Unbestritten ist für ihn, dass auf Parallelen zwischen osteuropäischer NS-Besatzungspolitik und kolonialer Herrschaft verwiesen werden kann. Er findet aber den Ansatz von Jürgen Zimmerer und Jürgen Zeller nicht schlüssig, zum Beispiel den „Holocaust“ als deutschen „Sonderweg“ allein in die Tradition des Völkermords an den Herero in Deutsch-Südwestafrika zu stellen. Grausame Kolonialkriege seien vor dem Hintergrund kulturellen Überlegenheitsdenkens und des Sozialdarwinismus auch von anderen Nationen geführt worden. Kontinuitäten zwischen Überseekolonialismus und NS-Herrschaftspraxis habe es in anderer Weise gegeben, nämlich in Gestalt von Franz Ritter von Epp oder Viktor Böttcher, 1914 stellvertretender Gouverneur in Kamerun und später Regierungspräsident von Posen im Warthegau. Auch sei eine Reihe von Unternehmen mit Kolonialerfahrung an der NS-Ostexpansion beteiligt gewesen, wie zum Beispiel die Togo-Gesellschaft als neu gegründete Togo-Ost im ukrainischen Schytomyr, und deutsche Farmer aus dem ehemaligen Deutsch-Ostafrika seien 1943 in den Warthegau geschickt worden, um ihre Erfahrungen der NS-Siedlungspolitik zur Verfügung zu stellen.
 Überzeugender scheint für Conrad, den sich im NS äußernden Kolonialismus mit der gleichzeitig sich vollziehenden kolonialen Politik anderer europäischer Mächte zu vergleichen. So verweist er auf eine Feststellung des an der Harvard University lehrenden britischen Historikers David Blackbourn, dass „das eigentlich deutsche Gegenstück zu Indien oder Algerien […] nicht Kamerun“ war. „Wenn Bismarcks berühmte Karte von Afrika in Europa lag, so verwies die mentale Karte der Deutschen von Kolonisierung und Siedlung ebenfalls auf Europa: Mitteleuropa, Osteuropa.“ Die deutsche Expansion in Osteuropa habe geopolitisch (und auch diskursiv) im Zusammenhang der politischen, ökonomischen und demographischen Formierung großer Machtblöcke seit den 1920er Jahren gestanden. „Sie stützten sich auf koloniale Ressourcen und Siedlungsräume, die in Indien und Rhodesien liegen konnten, in der Mandschurei oder eben in der Ukraine. Auch die nationalsozialistische Ostexpansion muss in diesem synchronen Kontext der globalen Transformation kolonialer Imperien gesehen werden.“
Jürgen Osterhammel präzisiert 2009 in seinem Werk über das 19. Jahrhundert Die Verwandlung der Welt – die Begrifflichkeit des von Sebastian Conrad umrissenen Kolonialismus in Afrika, Asien und in Osteuropa und spricht unter der Überschrift Siedlungskolonialismus von den „faschistischen Imperialträumen“ in den von Deutschland, Italien und Japan zwischen 1930 und 1945 entfalteten „staatskolonialistischen Siedlungsprojekten“: Italien in Libyen und Äthiopien, Japan in der Mandschurei, wo eine militärische Ordnungsutopie entstehen sollte, und Deutschland, das im eroberten Osteuropa eine „arische“ Rassetyrannei errichten wollte. Schon im 19. Jahrhundert seien an den „Frontiers“ ganze Völker dezimiert oder zumindest ins Elend gestürzt worden. Hier sei aber aus der Vernichtung Neues entstanden, nämlich demokratische Verfassungsstaaten. Die Siedler des faschistischen Imperialismus seien nurmehr Instrumente staatlicher Politik gewesen. „Es war der Staat, der sie anwarb, entsandte und mit Land in kolonialen Rand- und Überseegebieten versorgte und der ihnen einredete, sie erfüllten eine besonders wichtige nationale Pflicht und sollten unvermeidliche Härten des Alltags zum Wohle des ‚Volksganzen‘ ertragen.“ Sie seien – ob in Afrika, in der Mandschurei oder an der Wolga – nur Versuchskaninchen in Imperialträumen gewesen.